# Orange bitters

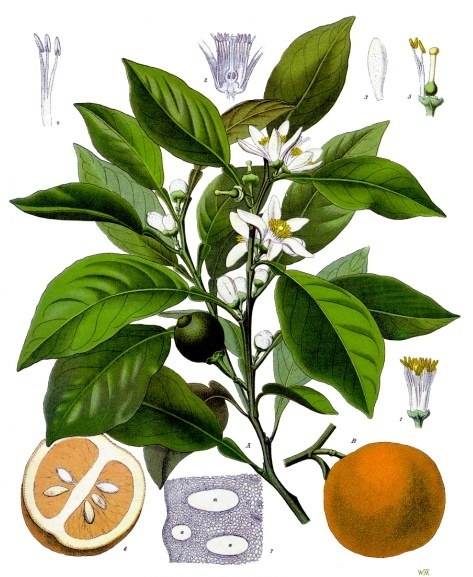
Orange amère (bigaradier).

L’Orange bitters est un amer (bitter) d'origine anglaise. Il est très utilisé et très prisé au Royaume-uni, comme composant de divers cocktails.
Son goût particulier provient d'écorces aigrelettes de la région de Séville.